# Jan František Kryštof z Talmberka
Jan František Kryštof z Talmberka (německy Johann Franz Christoph von Talmberg, nebo von Thalenberg, 31. prosince 1644 v Ratajích nad Sázavou – 3. dubna 1698 na zámku Chrast) byl český šlechtic z rodu pánů z Talmberka a římskokatolický duchovní a třetí biskup královéhradecké diecéze.

## Život
Jeho rodiči byli František Vilém z Talmberka, český královský komorní rada a hejtman Čáslavského okresu a Uršula Kateřina, roz. z Pappenheimu. O jeho vzdělání mnoho nevíme. Kněžské svěcení přijal roku 1669 a poté se stal duchovním správcem v chrámu svatého Víta a děkan kolegiátní kapituly u svatého Apolináře v Praze. Byl rovněž kanovníkem v Olomouci a Výškovicích a také proboštství (prepozitutu) Kolegiátní kapituly Všech svatých na Pražském hradě.
Císař Leopold I. jmenoval Jana Františka Kryštofa z Talmberka za nástupce královéhradeckého biskupa Jana Bedřicha z Valdštejna, jenž se stal arcibiskupem pražským a metropolitou českým. Potvrzení od papeže Inocence XI. proběhlo 19. října 1676 a biskupské svěcení přijal 3. ledna 1677 ve svatovítském chrámu v Praze z rukou svého předchůdce. Jelikož v té době v Hradci Králové dosud neexistovala důstojná biskupská rezidence, nový biskup Jan F. K. z Talmberka se do Hradce Králové přestěhoval až na naléhání papeže 23. října 1677.

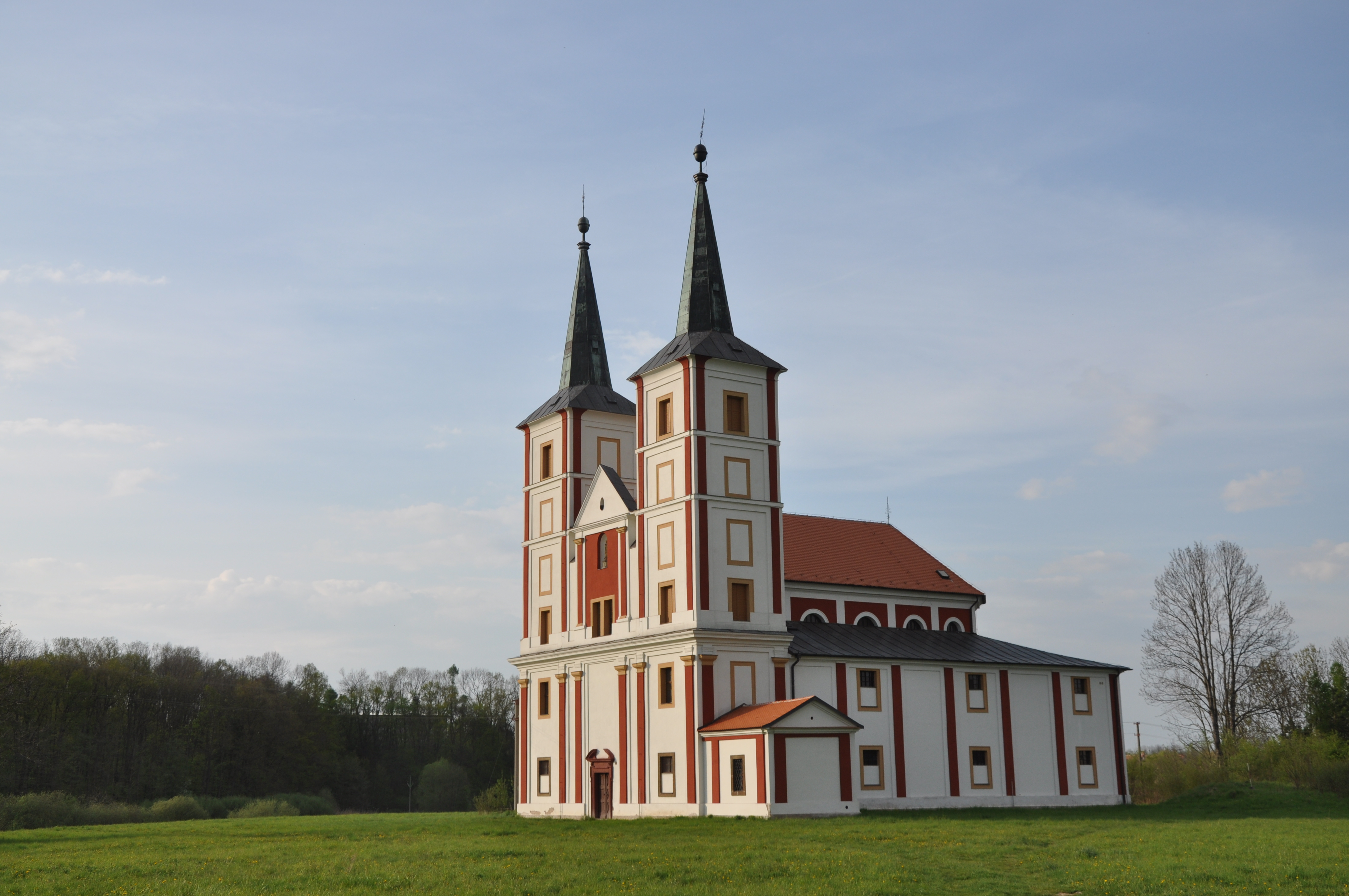
Kostel svaté Markéty Antiochijské v Podlažicích, který biskup vybudoval a také místo jeho posledního odpočinku.

I přes velmi omezené finanční možnosti biskupství podařilo se Talmberkovi přestavět někdejší dům rodu Gallasů na biskupskou rezidenci. V roce 1686 se však neúspěšně pokusil přenést svou rezidenci do starého purkrabství a starého zámku. Rovněž nebylo možno zřídit kněžský seminář ani obydlí pro duchovní správu katedrály, neboť královéhradečtí radní se nehodlali vzdát svých privilegií. I přesto se Talmberkovi podařilo vytvořit správu diecéze a své biskupství poprvé navštívit.
Po smrti byl pochován v tehdy nově postaveném (1696) barokním kostele svaté Markéty Antiochijské v někdejším Podlažickém klášteře, neboť tamní pozemky vlastnila královéhradecká diecéze.